# ARN bacterià petit
El ARN bacterià petit (em anglès:Bacterial small RNAs (sRNA)) són ARN no codificants de pocs nucleòtids (de 50 a 250) que són produïts per bacteris. Estan altament estructurats i contenen diversos stem-loops. S'han identificat nombrosos sRNAs en moltes espècies de bacteris incloent Escherichia coli, els alpha-proteobacterium Sinorhizobium meliloti, el cianobacteri marí, Francisella tularensis (agent causant de la tularaemia) i el patogen de les plantes Xanthomonas oryzae pathovar oryzae.
En la dècada de 1960, la forma abreujada sRNA es feia servir per a referir-se a "soluble RNA," el qual ara es coneix com a ARN de transferència o tRNA.)

## Funció
Els sRNAs es poden o bé enllaçar a proteïnes objectiu i modificar-ne la funcó o enllaçar-se a mRNA objectius i regular l'expressió gènica.